# Stipsdorf
Stipsdorf est une commune allemande du Schleswig-Holstein, située dans l'arrondissement de Segeberg (Kreis Segeberg), à un kilomètre à l'est de la ville de Bad Segeberg. Stipsdorf est l'une des 27 communes de l'Amt Trave-Land dont le siège est à Bad Segeberg.